# Castelfidardo (pirofregata corazzata)
La Castelfidardo è stata una pirofregata corazzata della Regia Marina.

## Caratteristiche e costruzione
Progettata e costruita nei cantieri francesi di Saint Nazaire dietro ordinazione della Regia Marina, la nave, impostata nel 1862, venne varata nel 1863 e completata un anno dopo. Appartenente ad una classe di quattro unità, la Castelfidardo era una pirofregata a corazza completa (che si estendeva due metri al disopra della linea di galleggiamento, sino al ponte di coperta, ed un metro e mezzo al disotto di essa) e ridotta centrale, munita, oltre che di un poderoso armamento di 26 cannoni da 164 e 200 mm, di un massiccio sperone di tre metri di lunghezza. Alla prova dei fatti le navi della classe Regina Maria Pia si rivelarono delle buone unità, le uniche, nella Regia Marina, in grado di misurarsi con le corazzate austroungariche.

## Storia operativa

### I primi anni e la terza guerra d'indipendenza
Nel 1865 la nave, al comando del capitano di vascello Emilio Faà di Bruno, venne assegnata alla Squadra d'Evoluzione di stanza nel Tirreno meridionale. Tra i suoi primi compiti figurò una missione diplomatica a Biserta, durante la quale Faà di Bruno risolse una controversia tra i pescatori di corallo italiani ed i tunisini, venendo per questo premiato dal Bey di Tripoli con la Gran Croce dell'Ordine di Nahan Iftihar. Nel maggio 1865 la fregata, insieme al resto della squadra, venne inviata ad Algeri a rendere omaggio a Napoleone III.
Nel 1866, con lo scoppio della terza guerra d'indipendenza, la Castelfidardo, con un nuovo comandante, venne assegnata alla III Squadra Navale dell'Armata d'Operazioni, destinata all'Adriatico. Essendo stata consegnata da poco, tuttavia, la nave non aveva ancora un equipaggio completo: come riferì il comandante dell'armata, ammiraglio Persano, il 30 maggio, alla Castelfidardo, così come alla gemella Ancona, mancavano i due terzi dei sottufficiali e 159 dei 160 cannonieri previsti. Nel mattino del 21 giugno 1866 la corazzata, insieme al resto della squadra, salpò da Taranto alla volta di Ancona, dove giunse quattro giorni più tardi, nel pomeriggio del 25 giugno. Nel porto marchigiano le navi fecero rifornimento di carbone, poi, all'alba del 26 giugno, l'avviso a ruote Esploratore avvistò una formazione navale austro-ungarica (6 navi corazzate, 4 cannoniere ad elica e due avvisi a ruote) e l'ammiraglio Carlo Pellion di Persano, comandante dell'armata navale, decise di uscire con tutte le navi in grado di partire: le uniche a poter immediatamente salpare furono la Castelfidardo e le gemelle Regina Maria Pia e San Martino, che presero il mare insieme all’Esploratore, su cui si era imbarcato lo stesso Persano. A questa formazione si aggiunsero poi alla spicciolata anche le pirocannoniere corazzate Palestro e Varese, le pirofregate corazzate Principe di Carignano ed Ancona, quest'ultima gemella della Castelfidardo, e le pirocorvette corazzate Formidabile e Terribile. Verso le 6.30 le due formazioni giunsero in vista, e la Regina Maria Pia, giunse ad avere a tiro l'avviso a ruote austroungarico Kaiserin Elizabeth (inviato dal comandante austroungarico, il viceammiraglio Wilhelm von Tegetthoff, in avanscoperta), anche se non aprì il fuoco dietro ordine di Persano, che riteneva che la nave potesse ritrovarsi a doversi scontrare da sola con l'intera flotta austroungarica. A quel punto, comunque, l'ammiraglio Tegetthoff decise di non dare battaglia e si ritirò, e Persano, viste le precarie condizioni delle nove corazzate che aveva potuto far salpare, non lo inseguì. Durante la permanenza ad Ancona la Castelfidardo completò il proprio armamento imbarcando venti cannoni da 160 mm, un paio dei quali provenienti dal deposito di artiglieria di Napoli ed i rimanenti prelevati dalle navi in legno della II Squadra.
Dall'8 al 12 luglio la flotta italiana fu in crociera di guerra nell'Adriatico, senza tuttavia incontrare forze navali nemiche.
Nel primo pomeriggio del 16 luglio l'armata salpò da Ancona diretta a Lissa, dove di progettava di sbarcare. La Castelfidardo prese il mare in formazione con le pirofregate corazzate Ancona, sua nave gemella, e Principe di Carignano (ammiraglia del contrammiraglio Giovanni Vacca, comandante la III Squadra): questo gruppo aveva il compito di bombardare le fortificazioni di Porto Comisa sull'isola di Lissa, ove si progettava di sbarcare. Nella fattispecie, la Castelfidardo e la Principe di Carignano bombardarono la batteria Magnaremi, mentre l’Ancona prese sotto il suo tiro la batteria Perlic. Il bombardamento, iniziato tra le 11 e le 11.30 del 18 luglio, continuò per circa due ore con risultati molto modesti, giustificati da Vacca con la presenza di una batteria precedentemente non rilevata, che avrebbe potuto sbarrare l'ingresso della rada, vanificando ogni tentativo di sbarco (giustificazione poco plausibile, in quanto come luogo principale dello sbarco non era stato scelto Porto Comisa, ma Porto Manego, mentre avrebbe avuto la sua utilità, come azione diversiva, continuare a tenere impegnate le truppe stanziate a Porto Comisa), e con l'eccessiva altezza (di molto sopravvalutata: Vacca parlò di una batteria sita a 700 metri, mentre la cima più elevata dell'isola non raggiungeva i 600) delle batterie. Dopo aver cessato il fuoco, le tre navi di Vacca raggiunsero dapprima la II Squadra a Porto Manego, poi, verso le cinque del pomeriggio, si unirono alla divisione Riboty (pirofregate corazzate Re di Portogallo e Regina Maria Pia, pirocorvetta corazzata Terribile, cannoniera corazzata Varese) e le supportarono nelle operazioni di bombardamento contro le fortificazioni ad ovest di Porto San Giorgio, operazioni che terminarono al tramonto. Nella serata del 18 luglio l'ammiraglio Persano dispose che la Castelfidardo, unitamente alla San Martino, penetrasse nel porto, ma essendo ormai le sei di sera ed i cannonieri sfiniti, Persano decise di rimandare l'attacco all'indomani.
Il 19 luglio Castelfidardo, Ancona e Principe di Carignano bombardarono, insieme alle fregate in legno della II Squadra, i forti esterni di Porto San Giorgio, poi Vacca ricevette l'ordine di portarsi con le sue navi, rinforzate dalla pirocorvetta corazzata Formidabile, all'interno dell'insenatura di Porto San Giorgio, in modo da poter definitivamente annientare le batterie della Madonna e della torre Wellington, uniche rimase intatte. Vacca eseguì l'ordine e le quattro corazzate smantellarono con il loro tiro una delle batterie, poi l'ammiraglio, ritenendo che lo spazio fosse troppo ristretto per poter manovrare (valutazione errata: in quello stesso spazio, dopo la battaglia di Lissa, si sarebbero infatti radunate senza problemi le 26 unità della flotta austroungarica) decise di ritirarsi e portò le tre navi della III Squadra fuori dal porto, abbandonandovi la sola Formidabile, che, pur battendosi con valore, non riuscì, da sola, ad annientare completamente le batterie rimanenti, subendo invece pesanti danni. Nel corso dei bombardamenti del 18 e 19 luglio la Castelfidardo sparò complessivamente circa 1.000 colpi.
Alle 7.50 del mattino del 20 luglio, mentre si facevano i preparativi per lo sbarco sull'isola (in quel momento la Castelfidardo, afflitta da avarie alle macchine e presa a rimorchio mentre veniva riparata, si trovava insieme la III Squadra davanti a Porto San Giorgio, in preparazione delle operazioni finali di bombardamento), sopraggiunse la squadra navale austroungarica agli ordini del viceammiraglio Wilhelm von Tegetthoff: ebbe così inizio la battaglia di Lissa, conclusasi con una drammatica sconfitta della flotta italiana. Riparate le avarie, la Castelfidardo si posizionò tra la Principe di Carignano (in testa) e l’Ancona (in coda), mentre questa formazione, la prima delle tre formate (le altre due erano la II e la III Divisione della I Squadra, in seconda e terza posizione) dalla flotta delle corazzate italiane, che si era disposta in linea di fila, dirigeva verso nord/nordest, contro la flotta austro-ungarica. La velocità assunta dalla III Squadra era di 11 nodi, eccessiva rispetto a quella assunta dai gruppi che seguivano (rispettivamente 9 ed 8 nodi per la II e III Divisione), con unità lente od in avaria, e favorì, unitamente alla perdita di tempo causata dal trasbordo dell'ammiraglio Persano dalla pirofregata corazzata Re d’Italia all'ariete Affondatore,  l'aprirsi di un varco di 1500 metri tra l’Ancona e la Re d'Italia. Tra le 10.43 e le undici le tre navi di Vacca doppiarono la direttrice di marcia ed iniziarono a sparare contro la prima formazione di Tegetthoff (sette unità corazzate), cessando però quasi subito perché troppo lontane: mentre le pirofregate corazzate austroungariche Kaiser Max, Salamander ed Habsburg aprivano a loro volta il fuoco come reazione, la III Squadra iniziò un'ampia virata verso sinistra. Questa manovra portò in sostanza le navi della III Squadra ad essere tagliate fuori dal combattimento, mentre le sette corazzate austroungariche si scontrarono con le quattro italiane della II Divisione, che si vennero così a trovare in inferiorità numerica. Il gruppo Vacca, ridotto a due unità dall'iniziativa del comandante dell’Ancona, che si era separato dalle altre due unità per portare la propria nave al combattimento, ultimò la virata solo verso mezzogiorno, quando ormai era passata la fase cruciale della battaglia. Alla III Squadra, che si era venuta a trovare alle spalle delle corazzate italiane che avevano spezzato l'accerchiamento, si erano unite tutte queste unità (ad eccezione dell’Affondatore), portando così la sua consistenza ad otto navi. L'ammiraglio Vacca, assunto temporaneamente il comando, fece disporre le navi in linea di fila e diresse a bassa velocità verso la flotta nemica. Ad un certo punto, tuttavia, la Principe di Carignano, nave ammiraglia di Vacca, invertì la rotta ed iniziò ad allontanarsi dal campo di battaglia, imitata da tutte le altre. Sopraggiunse quindi l’Affondatore, con a bordo l'ammiraglio Persano, che diresse verso la flotta austroungarica ed ordinò di attaccare, sottolineando che «ogni bastimento che non combatte non è al suo posto»: tuttavia solo la Re di Portogallo eseguì tale ordine, rientrando però nei ranghi quando il comandante Riboty, vedendo che era l'unico ad eseguire tale manovra, ritenne di essere in errore. La flotta italiana rimase ad incrociare sul posto sino a sera, quando Persano ordinò infine di rientrare ad Ancona: la battaglia era finita.

### L'attività in Mediterraneo e Mar Rosso e gli ultimi anni
Successivamente a Lissa la Castelfidardo non partecipò più ad operazioni di rilievo. Operò sia lungo le coste italiane che nelle colonie.
Ad inizio novembre del 1869 la Castelfidardo, che stava riportando dal Cairo a Taranto l'ammiraglio Amedeo di Savoia, duca d’Aosta, insieme alla moglie Maria Vittoria dal Pozzo della Cisterna ed al figlio Emanuele Filiberto di Savoia-Aosta, venne colta, mentre era in navigazione al largo di Zacinto con mare mosso, dallo scoppio di una caldaia, che provocò un violento incendio: perirono nella sciagura tredici membri dell'equipaggio, mentre 35 rimasero feriti. L'equipaggio, diretto da Amedeo d'Aosta (anche Maria Vittoria partecipò alle operazioni di soccorso dei feriti), riuscì ad estinguere le fiamme ed a condurre in salvo la nave, giungendo in Puglia l'indomani.
I lavori di riparazione, che comportarono anche la sostituzione delle caldaie, si svolsero a Napoli tra il 10 novembre 1869 e l'8 settembre 1870. Successivamente la nave subì altri periodi di lavori per manutenzione o radicale rimodernamento, tutti a La Spezia: tra il 1872 ed il 1874, dal 26 ottobre 1882 al 21 febbraio 1884 e dal 1º gennaio 1889 all'agosto 1890. Nei lavori del 1872-1874 venne eliminata l'alberatura velica, sostituita da due alberi di tipo militare, provvisti di coffe da combattimento (già in precedenza l'alberatura, da nave goletta, era stata modificata divenendo da brigantino a palo). Nel corso delle varie fasi di lavori subì inoltre diverse e radicali modifiche anche l'armamento.
Negli ultimi mesi del 1881 la Castelfidardo venne inviata, insieme all'ariete Affondatore ed all'avviso Marcantonio Colonna, al Cairo, in Egitto, dov'erano in corso disordini nazionalistici. La situazione degenerò poi in moti xenofobi che, l'11 giugno 1882, condussero all'uccisione di diversi occidentali, tra cui anche alcuni italiani, ad Alessandria d'Egitto, cosa che provocò la fuga dei cittadini stranieri a bordo delle navi da guerra occidentali ormeggiate in porto. La Castelfidardo, che si trovava a Porto Said al comando del capitano di vascello Giovanni Uberti, tornò ad Alessandria e prese a bordo i cittadini italiani fuggiti sulle unità da guerra presenti. Dato che questa cifra era salita rapidamente a 2.000, il comandante Uberti decise di mantenere sulla fregata solo il personale del consolato con le relative famiglie, mentre gli altri vennero sistemati su cinque mercantili italiani (il piroscafo Drepano e quattro velieri) appositamente noleggiati.
Il 19 gennaio 1885 la Castelfidardo salpò da Napoli insieme alla pirofregata corazzata Principe Amedeo (nave ammiraglia), all'incrociatore Amerigo Vespucci, alla pirofregata Garibaldi ed agli avvisi Messaggiere e Vedetta, per trasportare e sbarcare a Massaua un reparto di 800 uomini (quattro compagnie di bersaglieri ed una di artiglieria, oltre a reparti del Genio zappatori e della sussistenza) al comando del colonnello Tancredi Saletta: dopo un viaggio travagliato (durante il quale la Principe Amedeo s'incagliò al largo di Porto Said), le navi giunsero nel porto eritreo il 4 febbraio 1885 e lo occuparono immediatamente, senza incontrare resistenza da parte dei 400 militari egiziani del presidio.
Unità più longeva della sua classe, la Castelfidardo negli ultimi anni venne usata come nave scuola torpedinieri. Radiata il 4 dicembre 1910, dopo oltre 46 anni e mezzo di servizio, venne avviata alla demolizione.